# Ochodaeus chrysomeloides
Category:Ochodaeus chrysomeloides
Ochodaeus chrysomeloides là một loài bọ cánh cứng trong họ Ochodaeidae. Loài này được Schrank miêu tả khoa học đầu tiên năm 1781.